# Cuerpo totalmente real

El cuerpo numérico Q situado dentro de R, y las dos incrustaciones del campo en C envían cada elemento del cuerpo a otro elemento de R, y por lo tanto, el cuerpo es totalmente real

En teoría de números, un cuerpo de números algebraicos K se llama totalmente real si para cada incrustación de K en los números complejos, la imagen se encuentra dentro de los números reales. Las condiciones equivalentes son que si K se genera sobre Q  mediante una raíz de un polinomio P, todas las raíces de P son reales; o que el álgebra del producto tensorial de K con el campo real, sobre Q, es isomorfo a una potencia tensorial de R.
Por ejemplo, los cuerpos cuadráticos K de grado 2 sobre Q son reales (y entonces totalmente reales) o complejos, dependiendo de si la raíz cuadrada de un número positivo o negativo está adjuntado a Q. En el caso de cuerpos cúbicos, un polinomio entero cúbico P irreducible sobre Q tendrá al menos una raíz real. Si tiene una raíz real y dos complejas, la correspondiente extensión cúbica de Q definida por la adyacencia de la raíz real no será totalmente real, aunque se opere sobre el cuerpo de los números reales.
Los cuerpos de números totalmente reales juegan un papel especial significativo en teoría de números algebraicos. Un extensión abeliana de Q es totalmente real o contiene un subcampo totalmente real sobre el que tiene grado dos.
Cualquier campo numérico que sea galoisiano sobre los números racionales debe ser totalmente real o totalmente imaginario.